# Konrad Stäheli
Konrad Stäheli (n. 17 decembrie 1866, Egnach⁠(d), cantonul Thurgau, Elveția – d. 5 noiembrie 1931, St. Gallen, Cantonul St. Gallen, Elveția) a fost un trăgător de tir ce a reprezentat Elveția, medaliat olimpic. A participat la o ediție a Jocurilor Olimpice (1900) în care a câștigat 3 medalii de aur și o medalie de bronz.